# Clogauïta
La clogauïta és un mineral de la classe dels sulfurs. Rep el nom de la mina Clogau, a Gal·les, la seva localitat tipus.

## Característiques
La clogauïta és una sulfosal de fórmula química PbBi₄Te₄S₃. Va ser aprovada com a espècie vàlida per l'Associació Mineralògica Internacional en el mes d’octubre de l'any 2023, i publicada l'any següent. Cristal·litza en el sistema trigonal.
Les mostres que van servir per a determinar l'espècie, el que es coneix com a material tipus, es troben conservades a les col·leccions del Museu d'Història Natural de Londres (Anglaterra), amb el número de registre: E.1309, i al Museu Nacional de Gal·les, a Cardiff, amb els números de mostra: NMW 90.37 G.M1, M2a i b.

## Formació i jaciments
Va ser descoberta a la mina Clogau St Davids, una antiga mina que fou explotada per extreure'n or i coure, situada al municipi de Llanelltyd, dins el comtat de Gwynedd (Gal·les). Aquesta mina del nord de Gal·les és l'únic indret de tot el planeta on ha estat descrita aquesta espècie mineral.